# VIe siècle en science
Ve siècle en science - VIe siècle - VIIe siècle en science
Chronologie de la science
Cet article concerne les événements concernant les sciences et les techniques qui se sont déroulés durant le VIe siècle :

## Événements
- Vers 525-526 : Denys le Petit, moine originaire de la province romaine de Scythie, propose de mesurer le temps à partir de la naissance du Christ[1].
- Vers 550 : les mathématiciens indiens inventent le zéro et la numération décimale[2]; le premier exemple d'une notation positionnelle décimale date de 595[3]).
- Vers 560 : l’étrier est peut-être introduit en Europe centrale par les Avars, redoutables cavaliers[4].
- Vers 570-572 : apparition de la variole en Arabie [5].
- 584 : l’usage du calendrier des douze Animaux, emprunté à la Chine est attesté chez les Türüks orientaux en 584 au moins[6].
- 597 : apparition du trébuchet à traction en Occident au siège de Thessalonique[7].

- Cassiodore et Boèce, conseillers de Théodoric le Grand, structurent les sept Arts libéraux. Vers 510, dans son De institutione musica, Boèce définit le concept de Quadrivium, quadruple voie vers la connaissance, comprenant l'arithmétique, la géométrie, la musique et l'astronomie. Cassiodore, dans le second tome de ses Institutiones (Institutiones saecularium litterarum) divise les Arts libéraux en deux cycles : le  Trivium, comprenant la grammaire, la dialectique et la rhétorique et le Quadrivium[8].

## Publications

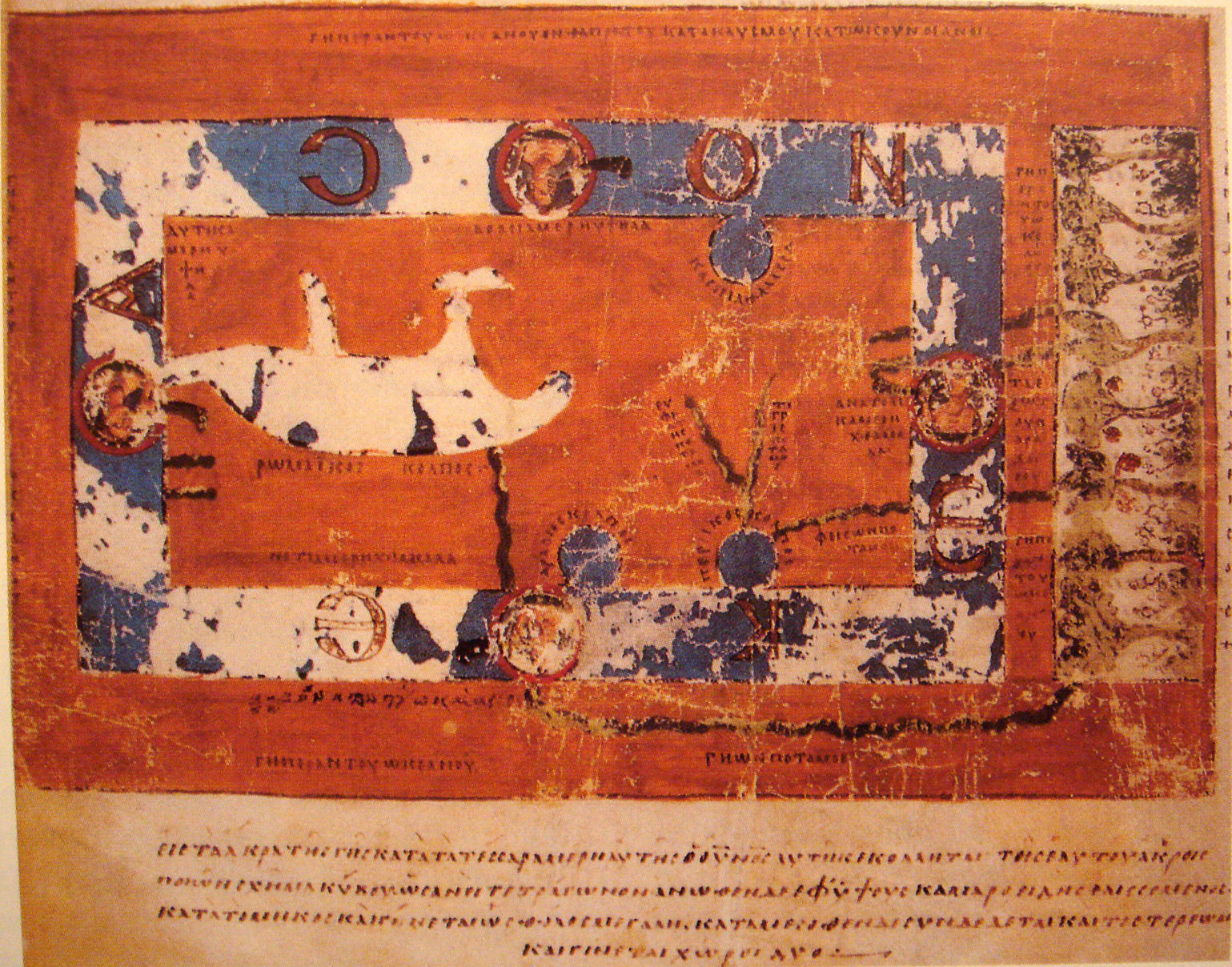
Carte du monde de Cosmas Indicopleustès

- Entre 547 et 549 : le voyageur byzantin Cosmas Indicopleustès rédige une description du monde en douze livres intitulée Topographie chrétienne, dans laquelle il rejette l'image du monde des savants grecs, incompatible selon lui avec l'enseignement de la Bible.
- 575 : rédaction par l’astrologue indien Varahamihira (505 - 587) des Pancha-siddhantika (« Les cinq canons astronomiques »), synthèse des connaissances astronomiques traditionnelles de l'Inde et de la science grecque[9].